# Rolston Williams
Rolston 'Debu' Williams (ur. 3 lutego 1965, zm. 14 października 2020) – piłkarz z Antigui i Barbudy, grający na pozycji pomocnika, trener piłkarski.

## Kariera piłkarska

### Kariera klubowa
Występował w miejscowych klubach.

## Kariera trenerska
Po zakończeniu kariery piłkarskiej rozpoczął karierę szkoleniową. W 2004 prowadził narodową reprezentację Antigui i Barbudy. Potem trenował klub Parham FC. Także pracował z reprezentacjami kobiet, U-20 i U-17. W listopadzie 2012 ponownie stał na czele reprezentacji Antigui i Barbudy.